# Französische Volleyballmeisterschaft
In der französischen Volleyballmeisterschaft wird der Meister der Männer und Frauen Frankreichs im Volleyball ermittelt. Sie wird seit dem Jahre 1938 für die Männer, beziehungsweise seit 1941, für die Frauen ausgetragen. Zurzeit trägt die höchste Männerliga den Namen Liga A masculine, die höchste Frauenliga Liga A féminine. Ältere Bezeichnungen sind Pro A und Pro F bzw. Nationale 1 und Division 1.
Da die französische Volleyballmeisterschaft kurz vor dem Zweiten Weltkrieg installiert wurde, kam es bald naturgemäß zu Austragungsschwierigkeiten. Die Spielsaison 1944 konnte aus diesem Grund bei den Männern nicht beendet werden, seit Ende des Zweiten Weltkrieges fand die Meisterschaft jedoch bislang jährlich statt. 2020 wurden die Wettbewerbe wegen der COVID-19-Pandemie in Frankreich abgebrochen.

## Titelträger

### Männer
| - 1938: SS Amicale Paris - 1939: Volley-Ball Club France - 1940: nicht ausgetragen - 1941: Paris UC - 1942: Racing Club de France & RC Cannes - 1943: Paris UC - 1944: nicht beendet - 1945: Stade Français - 1946: Racing Club de France - 1947: Montpellier UC - 1948: Racing Club de France - 1949: Montpellier UC - 1950: Montpellier UC - 1951: Montpellier UC - 1952: Stade Français - 1953: Stade Français - 1954: CO Billancourt - 1955: CO Billancourt - 1956: CO Billancourt - 1957: Stade Français - 1958: Stade Français | - 1959: BNCI Alger - 1960: Stade Français - 1961: Stade Français - 1962: Paris UC - 1963: Paris UC - 1964: Racing Club de France - 1965: Asnières Sports - 1966: Asnières Sports - 1967: Paris UC - 1968: Paris UC - 1969: Racing Club de France - 1970: Racing Club de France - 1971: Racing Club de France - 1972: Montpellier UC - 1973: Montpellier UC - 1974: Stade Français - 1975: Montpellier UC - 1976: VGA Saint-Maur - 1977: Racing Club de France - 1978: Racing Club de France - 1979: Asnières Sports | - 1980: Asnières Sports - 1981: AS Cannes - 1982: AS Cannes - 1983: AS Cannes - 1984: Asnières Sports - 1985: AS Grenoble - 1986: AS Cannes - 1987: AMSL Fréjus - 1988: AMSL Fréjus - 1989: AS Fréjus - 1990: AS Cannes - 1991: AS Cannes - 1992: AS Fréjus - 1993: Paris SG–Asnières - 1994: AS Cannes - 1995: AS Cannes - 1996: Paris UC - 1997: Paris UC - 1998: Paris UC - 1999: Stade Poitiers - 2000: Paris Volley | - 2001: Paris Volley - 2002: Paris Volley - 2003: Paris Volley - 2004: Tours VB - 2005: AS Cannes - 2006: Paris Volley - 2007: Paris Volley - 2008: Paris Volley - 2009: Paris Volley - 2010: Tours VB - 2011: Stade Poitiers - 2012: Tours VB - 2013: Tours VB - 2014: Tours VB - 2015: Tours VB - 2016: Paris Volley - 2017: Chaumont Volley-Ball 52 - 2018: Tours VB - 2019: Tours VB - 2020: kein Meister wg. Covid19 - 2021: AS Cannes - 2022: Montpellier UC |

Titelverteidigung (75 Auflagen):
- 18 × Paris UC (9) / Paris Volley (9)
- 10 × AS Cannes
- 9 × Racing Club de France
- 8 × Montpellier UC und Stade Français
- 7 × Tours VB
- 6 × Asnières (5) / Paris SG-Asnières (1)
- 4 × AMSL Fréjus / AS Fréjus
- 3 × CO Billancourt
- 2 × Poitiers
- 1 × SS Amicale Paris, Volley-Ball Club France, RC Cannes, BNCI Alger, VGA Saint-Maur und Grenoble, Chaumont Volley-Ball 52

### Frauen
| - 1941: Villa Primerose Bordeaux - 1942: Villa Primerose Bordeaux - 1943: AS Cannes - 1945: Paris UC - 1946: Racing Club de France - 1947: Racing Club de France - 1948: AS Cannes - 1949: Montpellier UC - 1950: Montpellier UC - 1951: Racing Club de France - 1952: Montpellier UC - 1953: Racing Club de France - 1954: Racing Club de France - 1955: Racing Club de France - 1956: Racing Club de France - 1957: Montpellier UC - 1958: Montpellier UC - 1959: Montpellier UC - 1960: Stade Français - 1961: Tourcoing Sports | - 1962: Montpellier UC - 1963: Tourcoing Sports - 1964: Tourcoing Sports - 1965: Racing Club de France - 1966: Racing Club de France - 1967: Paris UC - 1968: Paris UC - 1969: Paris UC - 1970: ASPTT Montpellier - 1971: ASPTT Montpellier - 1972: ASPTT Montpellier - 1973: ASPTT Montpellier - 1974: ASPTT Montpellier - 1975: ASPTT Montpellier - 1976: ASU Lyon - 1977: ASPTT Montpellier - 1978: Paris UC - 1979: ASU Lyon - 1980: ASU Lyon - 1981: CSM Clamart | - 1982: CSM Clamart - 1983: CSM Clamart - 1984: CSM Clamart - 1985: CSM Clamart - 1986: CSM Clamart - 1987: Racing Club de France - 1988: Racing Club de France - 1989: Racing Club de France - 1990: Racing Club de France - 1991: Racing Club de France - 1992: Racing Club de France - 1993: VBC Riom - 1994: VBC Riom - 1995: RC Cannes - 1996: RC Cannes - 1997: VBC Riom - 1998: RC Cannes - 1999: RC Cannes - 2000: RC Cannes - 2001: RC Cannes | - 2002: RC Cannes - 2003: RC Cannes - 2004: RC Cannes - 2005: RC Cannes - 2006: RC Cannes - 2007: RC Cannes - 2008: RC Cannes - 2009: RC Cannes - 2010: RC Cannes - 2011: RC Cannes - 2012: RC Cannes - 2013: RC Cannes - 2014: RC Cannes - 2015: RC Cannes - 2016: Saint-Raphaël Var Volley-Ball - 2017: ASPTT Mulhouse - 2018: Béziers Volley - 2019: RC Cannes - 2020: kein Meister wg. Covid19 - 2021: ASPTT Mulhouse - 2022: Volero Le Cannet |

## Spielsaison 2010/11
In der Spielsaison 2010/11 sind in der Liga A masculine vierzehn, in der Liga A féminine zwölf Mannschaften vertreten. Die besten beiden Mannschaften der Männer sowie die beste Frauenmannschaft qualifizieren sich für die Champions League. Die letzten beiden der Meisterschaft steigen ab.